# Michael Moynihan (Politiker, 1917)
Michael Moynihan (* 17. Juni 1917 in Kinsale, County Cork, Irland; † 27. Juni 2001 in Cork) war ein irischer Politiker der Irish Labour Party.

## Biografie
Moynihan arbeitete als Pfleger in der Psychiatrie. Er versuchte im Wahlkreis Kerry South bei den Wahlen 1954, 1961, 1965 und 1977 einen Sitz im Dáil Éireann zu erlangen. Von 1973 bis 1981 war er über die Wirtschaftsliste in den Seanad Éireann gewählt worden. 1981gelang es ihm dann schließlich, als Teachta Dála gewählt zu werden.
Premierminister Garret FitzGerald ernannte ihn am 16. Dezember 1982 in dessen zweiten Koalitionsregierung von Fine Gael und Labour Party zum Staatsminister für Tourismus im Handelsministerium. Mit dem Ende der Regierung schied auch er am 20. Januar 1987 aus dem Amt aus.
Bei den Wahlen zum Dáil Éireann 1987 konnte er seinen Sitz nicht verteidigen. 1989 war er dann letztmalig wieder erfolgreich.
Seine Tochter Breeda Moynihan-Cronin folgte ihm in den Dáil Éireann nach.